# Кирин Дж. Каллинан
Кирин Дж. Каллинан (англ. Kirin J Callinan; род. 21 января 1986, Сидней, Австралия) — австралийский певец, автор песен и актёр эпизодов, наиболее известный своей работой с инди-рок-группой Mercy Arms и последующей сольной карьерой.
Поскольку Mercy Arms продолжил перерыв в 2009 году, Каллинан выпустил два сольных альбома — Embracism (2013) и Bravado (2017). Каллинан известен своей яркой публичной персоной, противостоящей живым выступлениям и разнообразным музыкальным произведениям, в которых, по словам Спи́на, «различия между талантом, иронией и подлинными плохими вкус сливается вместе, пока они не будут неразличимы». Каллинан сказал, что его основной мотивацией как музыканта является «возбуждать и путать, но вы не можете делать это какое-то время без искренности».
Каллинан сотрудничал с широким кругом музыкантов, включая Джимми Барнса, Джеймса Шанса, Алекса Камерона, Коннана Мокасина и братьев Нила и Тима Финна. Барнс и Кэмерон сыграли в сингле Callinan 2017 года «Big Enough», где кричащее камео Барнса стало известным интернет-мемом.
В 2017 году Каллинан снялся во втором сезоне драматического телесериала «Вершина озера» режиссёра Джейн Кэмпион.

## Дискография
Mercy Arms
- Mercy Arms (LP, 2008)

Соло
- Embracism, (LP, 2013)
- Bravado, (LP, 2017)
- Return to Center (LP, 2019)